# Guy Le Besnerais
Guy Le Besnerais, né en 1967, est un scientifique et dessinateur français.

## Biographie
Il obtient le diplôme d'ingénieur de l'ENSTA en 1989 et le doctorat en physique de l'Université Paris-Sud en 1993, avec une thèse intitulée Méthode du maximum d'entropie sur la moyenne, critères de reconstruction d'image et synthèse d'ouverture en radio-astronomie,.
Il entre à l'ONERA en 1994, et y poursuit des recherches sur le traitement d'images, et notamment sur les problèmes inverses en vision par ordinateur. En 2016, il devient directeur de recherche à l'ONERA. Comme chercheur, il a un indice h de publications évalué à 28 par google en 2023.
En parallèle, il s'exerce au dessin avec Bearboz. Grâce à Clarisse Cohen, éditrice chez Studiofact, il fait la connaissance de Valérie Igounet. Il dessine alors en 8 mois l'album Crayon noir - L’Histoire d’un prof, qui raconte l'enchaînement de circonstances qui conduit à l'assassinat de Samuel Paty. Pour réaliser cette oeuvre, Guy Le Besnerais quitte l'ONERA,.